# Please Don't Say You Love Me
«Please Don't Say You Love Me» — пісня британської співачки та авторки пісень Габріель Аплін. Ця композиція була випущена як другий сингл дебютного студійного альбому English Rain (2013). Цифровий реліз відбувся у Великобританії 10 лютого 2013 року. Пісня посіла шосте місце в UK Singles Chart. У 2014 році відбувся австралійський реліз пісні, яка дебютувала на третій позиції чарту синглів ARIA, встановивши новий рекорд для синглів Аплін в цьому чарті. Наразі композиція має золотий сертифікат у Великій Британії та платиновий в Австралії.

## Композиція
«Please Don't Say You Love Me» була створена спільно Габріель Аплін та Ніколасом Аткінсоном у 2012 році. Пісня "Please Don't Say You Love Me" написана в тональності до мажор. Композиція виконана у розмірі 2/2 з темпом 86 ударів за хвилину. Вокальна партія Аплін охоплює ноти від A3 до C5.

## Музичне відео
Музичне відео до пісні «Please Don’t Say You Love Me» було опубліковано на платформі YouTube 27 липня 2012 року. Його тривалість становить 3 хвилини 28 секунд. У кліпі знялися актор Ієн де Кестекер, відомий за роллю в серіалі «Агенти Щ.И.Т.», та актриса Офелія Ловібонд. Зйомки відбулися у районі пабу «The Five Horseshoes», розташованому в селі Мейденсгроув, графство Оксфордшир.

## Використання в медіа
У фінальному епізоді телесеріалу «Голіокс», що транслювався на каналі Channel 4 19 квітня 2013 року, акустична інтерпретація пісні «Please Don't Say You Love Me» супроводжувала завершальну появу персонажа Джекі МакКвін.
Виступ Рейчел Томпсон на кастингу для «The X Factor Australia» сприяв тому, що пісня «Please Don't Say You Love Me» (2013) дебютувала на третьому місці в чарті ARIA 28 липня 2014 року. Надалі в серпні 2014 року Аплін була запрошеним гостем на «The X Factor Australia», де виконала цю пісню.

## Список композицій мініальбому
| EP у цифровому форматі | EP у цифровому форматі                         | EP у цифровому форматі |
| #                      | Назва                                          | Тривалість             |
| ---------------------- | ---------------------------------------------- | ---------------------- |
| 1.                     | «Please Don't Say You Love Me»                 | 3:01                   |
| 2.                     | «Stranger Side»                                | 3:04                   |
| 3.                     | «Rings Round Roses»                            | 2:59                   |
| 4.                     | «Please Don't Say You Love Me» (piano version) | 3:41                   |
| 12:45                  |                                                |                        |

## Чарти

### Щотижневі чарти
| Чарт (2013 — 2014)              | Найвища позиція |
| ------------------------------- | --------------- |
| Австралія (ARIA)                | 3               |
| Бельгія (Ultratop 50 Flanders)  | 48              |
| Ірландія (IRMA)                 | 27              |
| Шотландія (OCC)                 | 5               |
| Великобританія UK Singles (OCC) | 6               |

### Підсумковий чарт
| Чарт (2013)                     | Найвища позиція |
| ------------------------------- | --------------- |
| Великобританія UK Singles (OCC) | 136             |

| Чарт (2014)      | Найвища позиція |
| ---------------- | --------------- |
| Австралія (ARIA) | 88              |

## Сертифікації
| Регіон | Сертифікація | Продажі |
| --- | ------------ | ------- |
| Австралія (ARIA)                                                                                                 | Платиновий   | 70 000^ |
| Данія (IFPI Denmark)                                                                                             | Золотий      | 45 000  |
| Велика Британія (BPI)                                                                                            | Золотий      | 400 000 |
| ^відвантаження, що базуються лише на сертифікаціях · продажі+прослуховування, що базуються лише на сертифікаціях |              |         |

## Історія релізу
| Регіон         | Дата             | Формат         | Лейбл                   |
| -------------- | ---------------- | -------------- | ----------------------- |
| Великобританія | 10 лютого 2013 р | Цифровий реліз | EMI Records, Parlophone |